# Markwart
Markwart – imię męskie pochodzenia germańskiego, nadawane w Polsce już w średniowieczu. Pierwszy człon pochodzi bądź od słowa marha – "koń", bądź od marco – "granica, okręg graniczny", a drugi – od starowysokoniemieckiego wart – "stróż, strażnik". Patronem tego imienia jest św. Markwart, biskup z Hildesheim, jeden z męczenników z Ebsdorfu, żyjący w IX wieku.
Markwart imieniny obchodzi 2 lutego.
Znane osoby noszące to imię: 
- Marquard Ludwig von Printzen (1675–1725) – pruski dyplomata i polityk
- Markward von Salzbach (XIV-XV wiek) – rycerz i dostojnik krzyżacki, komtur pokarmiński
- Marquard Schwarz (1887-1968) – amerykański pływak, medalista olimpijski Letnich Igrzysk 1904 w Saint Louis

## Zob. też
- Zamek Marquardt